# Palotabozsok
Palotabozsok é um município da Hungria, situado no condado de Baranya. Tem 20,19 km² de área e sua população em 2019 foi estimada em 852 habitantes.